# Geranium subcompositum
Geranium subcompositum är en näveväxtart som beskrevs av Jan Frederik Veldkamp. Geranium subcompositum ingår i släktet nävor, och familjen näveväxter. Inga underarter finns listade i Catalogue of Life.